# Kelly Olynyk
Kelly Tyler Olynyk (Toronto, 19 aprile 1991) è un cestista canadese, professionista in NBA con i San Antonio Spurs.

## Biografia
Nasce in una famiglia di cestisti, di origini Ucraine, il padre Ken Olynyk ha allenato la squadra dell'Università di Toronto dal 1989 al 2002 mentre la madre lavorò come arbitro e come segnapunti per i Toronto Raptors tra il 1995 e il 2004.

## NCAA

### Gonzaga Bulldogs
Olynyk giocò per tre anni nella NCAA presso Gonzaga University, dal 2009 al 2013 principalmente dalla panchina. Nella stagione 2013 partendo da titolare, ebbe modo di mettersi in luce venendo selezionato nel NCAA AP All-America First Team.

## NBA

### Boston Celtics
Viene scelto con la 13ª scelta al Draft NBA 2013 dai Dallas Mavericks, che più tardi la sera stessa lo cedettero ai Boston Celtics.
A seguito degli ottimi risultati ottenuti a Boston durante la prima parte di regular season, viene selezionato per il NBA Rising Stars Challenge.

## Statistiche

### NCAA
| Anno      | Squadra          | PG  | PT | MP   | TC%  | 3P%  | TL%  | RP  | AP  | PRP | SP  | PP   |
| --------- | ---------------- | --- | -- | ---- | ---- | ---- | ---- | --- | --- | --- | --- | ---- |
| 2009-2010 | Gonzaga Bulldogs | 34  | 0  | 12,3 | 50,0 | 22,2 | 59,6 | 2,7 | 0,8 | 0,5 | 0,1 | 3,8  |
| 2010-2011 | Gonzaga Bulldogs | 35  | 4  | 13,5 | 57,4 | 44,4 | 61,8 | 3,8 | 0,7 | 0,3 | 0,1 | 5,8  |
| 2012-2013 | Gonzaga Bulldogs | 32  | 28 | 26,4 | 62,9 | 30,0 | 77,6 | 7,3 | 1,7 | 0,7 | 1,1 | 17,8 |
| Carriera  | Carriera         | 101 | 32 | 17,2 | 59,4 | 33,3 | 70,9 | 4,6 | 1,1 | 0,5 | 0,5 | 8,9  |

#### Massimi in carriera
- Massimo di punti: 33 vs Santa Clara (5 gennaio 2013)[5]
- Massimo di rimbalzi: 12 vs Saint Mary's (11 marzo 2013)
- Massimo di assist: 5 vs Brigham Young (24 gennaio 2013)
- Massimo di palle rubate: 3 vs San Francisco (26 gennaio 2013)
- Massimo di stoppate: 3 (3 volte)
- Massimo di minuti giocati: 38 vs Wichita State (23 marzo 2013)

### NBA

#### Regular Season
| Anno      | Squadra         | PG  | PT  | MP   | TC%  | 3P%  | TL%  | RP  | AP  | PRP | SP  | PP   |
| --------- | --------------- | --- | --- | ---- | ---- | ---- | ---- | --- | --- | --- | --- | ---- |
| 2013-2014 | Boston Celtics  | 70  | 9   | 20,0 | 46,6 | 35,1 | 81,1 | 5,2 | 1,6 | 0,5 | 0,4 | 8,7  |
| 2014-2015 | Boston Celtics  | 64  | 13  | 22,2 | 47,5 | 34,9 | 68,4 | 4,7 | 1,7 | 1,0 | 0,6 | 10,3 |
| 2015-2016 | Boston Celtics  | 69  | 8   | 20,2 | 45,5 | 40,5 | 75,0 | 4,1 | 1,5 | 0,8 | 0,5 | 10,0 |
| 2016-2017 | Boston Celtics  | 75  | 6   | 20,5 | 51,2 | 35,4 | 73,2 | 4,8 | 2,0 | 0,6 | 0,4 | 9,0  |
| 2017-2018 | Miami Heat      | 76  | 22  | 23,4 | 49,7 | 37,9 | 77,0 | 5,7 | 2,7 | 0,8 | 0,5 | 11,5 |
| 2018-2019 | Miami Heat      | 79  | 36  | 22,9 | 46,3 | 35,4 | 82,2 | 4,7 | 1,8 | 0,7 | 0,5 | 10,0 |
| 2019-2020 | Miami Heat      | 67  | 9   | 19,4 | 46,2 | 40,6 | 86,0 | 4,6 | 1,7 | 0,7 | 0,3 | 8,2  |
| 2020-2021 | Miami Heat      | 43  | 38  | 26,9 | 43,1 | 31,7 | 77,5 | 6,1 | 2,1 | 0,9 | 0,6 | 10,0 |
| 2020-2021 | Houston Rockets | 27  | 24  | 31,1 | 54,5 | 39,2 | 84,4 | 8,4 | 4,1 | 1,4 | 0,6 | 19,0 |
| 2021-2022 | Detroit Pistons | 40  | 1   | 19,1 | 44,8 | 33,6 | 77,5 | 4,4 | 2,8 | 0,8 | 0,5 | 9,1  |
| 2022-2023 | Utah Jazz       | 68  | 68  | 28,6 | 49,9 | 39,4 | 85,3 | 6,2 | 3,7 | 0,9 | 0,5 | 12,5 |
| 2023-2024 | Utah Jazz       | 50  | 8   | 20,4 | 56,2 | 42,9 | 84,2 | 5,1 | 4,4 | 0,7 | 0,2 | 8,1  |
| 2023-2024 | Toronto Raptors | 28  | 19  | 26,4 | 54,8 | 33,8 | 82,4 | 5,6 | 4,6 | 1,3 | 0,6 | 12,7 |
| 2024-2025 | Toronto Raptors | 24  | 2   | 16,0 | 50,0 | 44,2 | 79,1 | 3,7 | 2,3 | 0,7 | 0,3 | 7,1  |
| 2024-2025 | N.O. Pelicans   | 20  | 20  | 25,4 | 50,0 | 38,9 | 75,4 | 5,9 | 3,6 | 0,9 | 0,6 | 10,7 |
| Carriera  | Carriera        | 800 | 283 | 22,5 | 48,6 | 37,1 | 79,6 | 5,2 | 2,5 | 0,8 | 0,5 | 10,2 |

#### Play-off
| Anno     | Squadra        | PG | PT | MP   | TC%  | 3P%  | TL%  | RP  | AP  | PRP | SP  | PP   |
| -------- | -------------- | -- | -- | ---- | ---- | ---- | ---- | --- | --- | --- | --- | ---- |
| 2015     | Boston Celtics | 4  | 0  | 13,3 | 53,8 | 50,0 | 50,0 | 1,3 | 0,5 | 0,5 | 0,5 | 4,5  |
| 2016     | Boston Celtics | 4  | 0  | 8,0  | 11,1 | 0,0  | -    | 1,0 | 0,8 | 0,3 | 0,0 | 0,5  |
| 2017     | Boston Celtics | 18 | 2  | 19,2 | 51,2 | 31,9 | 73,3 | 3,2 | 1,9 | 0,7 | 0,8 | 9,2  |
| 2018     | Miami Heat     | 5  | 0  | 29,2 | 47,7 | 42,1 | 70,0 | 4,6 | 3,8 | 1,4 | 1,2 | 12,8 |
| 2020     | Miami Heat     | 17 | 0  | 15,2 | 47,4 | 34,7 | 82,1 | 4,6 | 1,1 | 0,2 | 0,5 | 7,6  |
| Carriera | Carriera       | 48 | 2  | 17,4 | 48,3 | 34,7 | 75,0 | 3,5 | 1,6 | 0,6 | 0,6 | 7,9  |

#### Massimi in carriera
- Massimo di punti: 32 vs Boston Celtics (20 dicembre 2017)[6]
- Massimo di rimbalzi: 18 vs Dallas Mavericks (7 aprile 2021)
- Massimo di assist: 11 (3 volte)
- Massimo di palle rubate: 5 vs Los Angeles Clippers (16 dicembre 2017)
- Massimo di stoppate: 4 vs Denver Nuggets (19 marzo 2018)
- Massimo di minuti giocati: 45 vs Philadelphia 76ers (12 gennaio 2021)

## Palmarès

### Gonzaga Bulldogs
- Consensus first team All-American (2013)
- First team Academic All-American (2013)
- WCC Player of the Year (2013)
- First team All-WCC (2013)
- NCAA AP All-America First Team (2013)

### Boston Celtics
- BBVA Rising Stars Challenge Partecipante (2014)
- NBA All-Rookie Second Team (2014)